# Марко Клаудије Марцел (конзул 196. п. н. е.)
Марко Клаудије Марцел (лат. Marcus Claudius Marcellus, око 236. п. н. е. — 177. п. н. е.) био је римски војсковођа и конзул 196. п. н. е. Син је истоименога чувенога римскога војсковође Марка Клаудија Марцела. За време свога конзулскога мандата победио је Инсубре и заузео је Ком.

## Син славнога Марцела
Син је Марка Клаудија Марцела, који је пет пута био римски конзул и који је освојио Сиракузу. У узрасту од десет година 226. п. н. е. њему се удварао плебејски едил Гај Скантиније Капитолин, па је онда дечаков отац старији Марцел пријавио Капитолина Сенату. Када се десетогодишњи Марцел појавио пред сенаторима он није могао од стида и суза да проговори, али то је сенаторима било довољно да новчано казне Капитолина.

## Заседа код Венузије
Био је 208. п. н. е. војни трибун у војсци, у којој је његов отац као конзул имао врховну команду. Његов отац командовао је војском у Венусији. Ханибал је припремио заседу у коју су упали отац и син, али и други конзул Тит Квинкције Крисп, заједно са 220 коњаника. Оба конзула су погинула, а коњаници су једва успели да извуку тешко рањенога млађега Марцела. Ханибал је послао млађем Марцелу урну са посмртним остацима његова оца.

## Народни трибун, едил и претор Сицилије
Изабран је за народнога трибуна 204. п. н. е.. У то време одређена је комисија, која је требало да испита да ли је Сципион Африканац крив због злочина, које је починио Квинт Племиније у Локрију. Заједно са комисијом, претором, плебејским едилом ишао је Марко Клаудије Марцел и још један народни трибун. Именован је 200. п. н. е. за курулнога едила заједно са Сестом Елијем Петом. Њих двојица делила су жито по веома повољној цени, од два аса по медимни (8,7 литара). Рим је након освајања Картагине добијао много жита из северне Африке. Као едил одржао је величанствене игре. Именован је 198. п. н. е. за претора Сицилије. Регрутовао је 4.300 војника за Сицилију. Обезбедио је на Сицилији велику количину жита и одеће за војску, која је тада учествовала у Другом македонском рату.

## Конзул
Именован је за конзула 196. п. н. е. заједно са Луцијем Фуријем Пурпурионом. Оба конзула су настојала да добију Македонију као своју провинцију, а у том настојању Марцел се посебно истицао. Тврдио је да је мир са Македонијом обична илузија и да ће се рат обновити, ако се повуче римска војска. Марцелов циљ је био обнова Другога македонскога рата, који је Тит Квинкције Фламинин управо тада окончао Битком код Киноскефала. Жеља му је била да се прослави ратом са Македонијом. Део сенатора је стао на Марцелову страну, али народни трибуни су се умешали претећи ветом, ако се пре тога не консултује народна скупштина. Народ је изгласао мир са Македонијом, а оба конзула су онда добила Италију као своју провинцију. Марцел је морао да се задовољи ратом у Цисалпинској Галији.

## Рат са Бојима и Инсубрима
Марцел је на почетку свога мандата кренуо преко територије Боја и када му се војска улогорила након целодневнога марша напала их је велика војска Боја под командом Королама. Римска војска је изгубила 3.000 војника и једва су успели да одбране логор. Марцел је након тога пораза прешао реку По и извршио је инвазију Кома, где су Инсубри успели да потакну домаће становништво на побуну. Боји, охрабрени претходном победом над Римљанима, прешли су реку По, удружили се са Инсубрима и напали су римску војску. Након дуже жестоке битке Марко Клаудије Марцел је победио Гале, а неколико дана након победе заузео је Ком. Након тога Марцел је заузео 28 утврђених места.

## Заједнички поход са Пурпурионом
Други конзул Луције Фурије Пурпурион касније се са својом војском прикључио Марцелу, па су заједнички систематски пустошили територију Боја све до утврђене Фелсине (Бононија), која се предала, као и већина околних утврђених места. Млађи Боји су се повукли у шуме не предајући се. Два конзула су онда кренула на Лигуре, а млађи Боји покушали су да их ухвате у заседу, али пошто нису успели опљачали су неке територије северно од реке По. Натоварени пленом Боји су налетели на римску војску, па су били готово сви сасечени. Марцелу је одобрен тријумф због победе над Инсубрима и становницима Кома, а Пурпуриону због победе над Бојима.

## Касније дужности
Именован је 193. п. н. е. за понтифика уместо Гаја Семпронија Тудитана. Током 193. п. н. е. био је поново у Цисалпинској Галији, као један од официра у војсци конзула Луција Корнелија Меруле. Био је један од заслужних за победу над Бојима, а Мерулу је оптужио да је прекасно послао војску из резервне линије у време када је прва линија трпила огромне губитке. Током 189. п. н. е. изабран је за цензора заједно са Титом Квинкцијем Фламинином. Сципиона Африканца су по трећи пут поставили за принцепса Сената. Обављен је цензус, по коме је било 258.318 грађана Рима. Умро је 177. п. н. е..